# Leichtathletik-U18-Europameisterschaften 2022
Die 3. Leichtathletik-U18-Europameisterschaften fanden vom 4. bis 7. Juli 2022 in Jerusalem statt. Austragungsstätte war das Givat-Ram-Stadion, das unter anderem bereits 2017 während der Makkabiade Austragungsort der Leichtathletikwettbewerbe war. Es handelte sich um die ersten U18-Europameisterschaften seit 4 Jahren, nachdem aufgrund der COVID-19-Pandemie die vorgesehenen U18-Europameisterschaften 2020 in Rieti zweimal verschoben werden mussten, bevor sie komplett abgesagt werden mussten.

## Jungen

### 100 m
| Platz | Athlet                    | Land | Zeit (s)    |
| ----- | ------------------------- | ---- | ----------- |
| 1     | Marek Zakrzewski          | POL  | 10,32 CR    |
| 2     | Isak Hughes               | SWE  | 10,36 NU18R |
| 3     | Benedikt Thomas Wallstein | GER  | 10,44 NU18R |
| 4     | Alejandro Rueda           | ESP  | 10,44 NU18R |
| 5     | Roko Farkaš               | CRO  | 10,47       |
| 6     | Dejaune Lingard           | GBR  | 10,48 NU18R |
| 7     | Maurice Afognon           | NLD  | 10,52       |
| 8     | Zalán Deák                | HUN  | 10,62 PB    |

### 200 m
| Platz | Athlet             | Land | Zeit (s)    |
| ----- | ------------------ | ---- | ----------- |
| 1     | Dejan Ottou        | FRA  | 21,10 PB    |
| 2     | Eduardo Longobardi | ITA  | 21,22       |
| 3     | Michał Gorzkowicz  | POL  | 21,34 PB    |
| 4     | Luban Haque        | GER  | 21,51 PB    |
| 5     | Miloš Nisic        | SRB  | 21,54 NU18B |
| 6     | Jamie Carrott      | GBR  | 21,76       |
| 7     | Balázs Mészáros    | HUN  | 21,85       |
| 8     | Dean Patterson     | GBR  | DSQ         |

### 400 m
| Platz | Athlet              | Land | Zeit (s) |
| ----- | ------------------- | ---- | -------- |
| 1     | David García        | ESP  | 46,67 CR |
| 2     | Árpád Kovács        | HUN  | 47,87    |
| 3     | Adrian Wójciak      | POL  | 48,13 PB |
| 4     | Asabu Pines         | ESP  | 48,52    |
| 5     | Lucas Törnström     | SWE  | 48,61    |
| 6     | Jakub Szarapo       | POL  | 48,64    |
| 7     | Jeroen Persson      | SWE  | 48,81    |
| 8     | Matthew Galea Soler | MLT  | 49,39    |

### 800 m
| Platz | Athlet              | Land | Zeit (min) |
| ----- | ------------------- | ---- | ---------- |
| 1     | Jakub Dudycha       | CZE  | 1:51,35    |
| 2     | Noam Mamu           | ISR  | 1:51,79    |
| 3     | Davide De Rosa      | ITA  | 1:51,81    |
| 4     | Cyann Galtier-Villa | FRA  | 1:52,58    |
| 5     | Alvaro Monfort      | ESP  | 1:53,70    |
| 6     | Nando Kramer        | NLD  | 1:53,93    |
| 7     | Elia Triaca         | SUI  | 1:54,06 PB |
| 8     | Niko Kožul          | CRO  | 1:57,32    |

### 1500 m
| Platz | Athlet                  | Land | Zeit (min) |
| ----- | ----------------------- | ---- | ---------- |
| 1     | Niels Laros             | NLD  | 3:49,99 CR |
| 2     | Andreas Fjeld Halvorsen | NOR  | 3:52,14    |
| 3     | Tendai Nyabadza         | GBR  | 3:52,47    |
| 4     | Håkon Moe Berg          | NOR  | 3:52,94    |
| 5     | Latena Cervone          | ITA  | 3:54,84 PB |
| 6     | Corey Campbell          | GBR  | 3:55,04    |
| 7     | Batuhan Eser            | TUR  | 3:56,15    |
| 8     | Kristers Kudlis         | LAT  | 3:56,69    |

### 3000 m
| Platz | Athlet                  | Land | Zeit (min) |
| ----- | ----------------------- | ---- | ---------- |
| 1     | Niels Laros             | NLD  | 8:11,49    |
| 2     | Andreas Fjeld Halvorsen | NOR  | 8:13,48    |
| 3     | Edward Bird             | GBR  | 8:14,59 PB |
| 4     | Utku Göler              | TUR  | 8:14,79 PB |
| 5     | Juan Zijderlaan         | NLD  | 8:20,65 PB |
| 6     | Romuald Brosset         | SUI  | 8:22,72 PB |
| 7     | Joaquim Gonzalez Moyano | FRA  | 8:24,43    |
| 8     | Francesco Mazza         | ITA  | 8:26,02 PB |

### 110 m Hürden
| Platz | Athlet              | Land | Zeit (s) |
| ----- | ------------------- | ---- | -------- |
| 1     | David Pronk         | NLD  | 13,50 PB |
| 2     | Némo Rase           | BEL  | 13,56    |
| 3     | Nils Leifert        | GER  | 13,60 PB |
| 4     | Matheo Boulineau    | FRA  | 13,65    |
| 5     | Timon Dethloff      | GER  | 13,69    |
| 6     | Matyáš Zach         | CZE  | 13,72    |
| 7     | Christos Economides | CYP  | 13,72 PB |
| 8     | Theo Pedre          | FRA  | 14,23    |

### 400 m Hürden
| Platz | Athlet                | Land | Zeit (s)    |
| ----- | --------------------- | ---- | ----------- |
| 1     | Bastian Elnan Aurstad | NOR  | 50,89 WU18L |
| 2     | Fintan Dewhirst       | IRL  | 51,65 PB    |
| 3     | Gergo Tákacs          | HUN  | 51,77 PB    |
| 4     | Davíd Pérez           | ESP  | 51,97       |
| 5     | Mario Antolini        | ITA  | 52,95       |
| 6     | Tijm Oosterom         | NLD  | 53,13       |
| 7     | Aymeric Dutrevis      | FRA  | 53,28       |
|       | Antti Sainio          | FIN  | DNS         |

### 2000 m Hindernis
| Platz | Athlet            | Land | Zeit (min)    |
| ----- | ----------------- | ---- | ------------- |
| 1     | Sergío del Barrio | ESP  | 5:38,55 WU18L |
| 2     | Hicham Errbibih   | FRA  | 5:40,35 NU18B |
| 3     | Aarno Liebl       | SUI  | 5:40,45 NU18B |
| 4     | Luke Birdseye     | GBR  | 5:44,57 PB    |
| 5     | Cuma Özcan        | TUR  | 5:49,13 NU18B |
| 6     | Simon Jeukenne    | BEL  | 5:52,08 PB    |
| 7     | Jan Škarban       | CZE  | 5:52,26 PB    |
| 8     | Štěpán Kavan      | CZE  | 5:53,30 PB    |

### Sprint-Staffel (100 m – 200 m – 300 m – 400 m)
| Platz        | Land                                                                          | Athleten | Zeit (min) |
| ------------ | ----------------------------------------------------------------------------- | --- | ---------- |
| 1            | Italien                                                                       | Francesco Inzoli Filippo Padovan Eduardo Longobardi Davide de Rosa                                                   | 1:52,69    |
| 2            | Norwegen                                                                      | Jonathan Hertwig-Ødegaard Sebastian Berntsen Even Elias Grannes Pedersen Bastian Elnan Aurstad                       | 1:53,36    |
| 3            | Vereinigtes Königreich                                                        | Teddy Wilson Dejaune Lingard Dean Patterson Tom Gaunce                                                               | 1:53,75    |
| 4            | Schweiz                                                                       | Calvin Schmidt Joël Csontos Manuel Gerber Calvin Kuhn                                                                | 1:55,05    |
| 5            | Estland                                                                       | Andreas Kase Raiko Kahr Robert Kompus Romet Kivi                                                                     | 1:56,74    |
|              | Dänemark                                                                      | Sebastian Abildgaard Glyb Hector Wandt Jónas Gunnleivsson Isaksen Mathias Højen im Vorlauf außerdem: Valentin Jensen | DSQ        |
| Finnland     | Aarne Autio Kristian Hautakoski Kasperi Vehmaa Konsta Uuttera                 | DSQ |            |
| Griechenland | Chariton Tassis Vasileios Kyriakidis Antonios Tziampiris Vladimiros Andreadis | DSQ |            |

### 10.000 m Bahngehen
| Platz | Athlet                   | Land | Zeit (min)  |
| ----- | ------------------------ | ---- | ----------- |
| 1     | Frederick Weigel         | GER  | 44:01,60 CR |
| 2     | Giuseppe Disabato        | ITA  | 44:16,55 PB |
| 3     | Miguel Espinosa Olivares | ESP  | 44:46,88 PB |
| 4     | Daniel Morilla García    | ESP  | 45:11,30 PB |
| 5     | Magnus Græsli            | NOR  | 45:42,11 PB |
| 6     | Jakub Bátovský           | SVK  | 45:58,57 PB |
| 7     | Sęyhmus Çapat            | TUR  | 46:01,80 PB |
| 8     | Quentin Chenuet          | FRA  | 46:18,62    |

### Hochsprung
| Platz | Athlet                | Land | Höhe (m) |
| ----- | --------------------- | ---- | -------- |
| 1     | Mattia Furlani        | ITA  | 2,15     |
| 2     | Michalis Christofi    | CYP  | 2,13 PB  |
| 2     | Jakub Walecki         | POL  | 2,13 PB  |
| 4     | Antrea Mita           | GRC  | 2,13     |
| 4     | Georgios Yiazos       | CYP  | 2,13 PB  |
| 6     | Juan Francisco Lozano | ESP  | 2,08     |
| 6     | Ridzerd Punt          | NLD  | 2,08     |
| 8     | Gabriele Avagnina     | ITA  | 2,04     |
| 8     | Alexandre Tchago-Ago  | FRA  | 2,04     |

### Stabhochsprung
| Platz | Athlet          | Land | Höhe (m) |
| ----- | --------------- | ---- | -------- |
| 1     | Michał Gawenda  | POL  | 5,10     |
| 2     | Valentin Imsand | SUI  | 5,10     |
| 3     | Linus Jönssson  | SWE  | 5,10 PB  |
| 4     | Justin Fournier | SUI  | 5,00     |
| 5     | Hendrik Müller  | GER  | 5,00     |
| 6     | Viktor Rahm     | SWE  | 4,85 PB  |
| 6     | Marti Serra     | ESP  | 4,85     |
| 8     | Illya Bobrownyk | UKR  | 4,85     |

### Weitsprung
| Platz | Athlet             | Land | Weite (m)  |
| ----- | ------------------ | ---- | ---------- |
| 1     | Mattia Furlani     | ITA  | 8,04 CR    |
| 2     | Thomas Martinez    | FRA  | 7,73 NU18B |
| 3     | Francesco Inzoli   | ITA  | 7,58 PB    |
| 4     | Kasperi Vehmaa     | FIN  | 7,50 PB    |
| 5     | Sebastian Berntsen | NOR  | 7,38 PB    |
| 6     | Szymon Głaszczka   | POL  | 7,36 PB    |
| 7     | Vito Kovačić       | CRO  | 7,28       |
| 8     | Simon Plitzko      | GER  | 7,18       |

### Dreisprung
| Platz | Athlet                | Land | Weitsprung (m) |
| ----- | --------------------- | ---- | -------------- |
| 1     | Latschesar Waltschew  | BUL  | 15,76 EU20L    |
| 2     | Nicolo Cannavale      | ITA  | 15,45 PB       |
| 3     | Wassil Russenow       | BUL  | 15,18 PB       |
| 4     | Arda Umunç            | TUR  | 15,12 PB       |
| 5     | Giorgos Grepsios      | GRC  | 14,97          |
| 6     | Apostolis Grigoriou   | GRC  | 14,87 PB       |
| 7     | Michalis Geogallettos | CYP  | 14,85          |
| 8     | Astor Snaider         | ESP  | 14,78 PB       |

### Kugelstoßen
| Platz | Athlet              | Land | Weite (m)   |
| ----- | ------------------- | ---- | ----------- |
| 1     | Ali Peker           | TUR  | 21,03 WU18L |
| 2     | Georg Harpf         | GER  | 20,16       |
| 3     | Aatu Kangasniemi    | FIN  | 19,48       |
| 4     | Alexandr Mazur      | MDA  | 18,40 PB    |
| 5     | Gustav Rydåker      | SWE  | 18,27       |
| 6     | Mahsun Mehmet       | TUR  | 18,25 PB    |
| 7     | Isaac Delaney       | GBR  | 18,20       |
| 8     | Constantin Gherasim | ROU  | 18,16       |

### Diskuswurf
| Platz | Athlet            | Land | Weite (m)   |
| ----- | ----------------- | ---- | ----------- |
| 1     | Mychajlo Brudin   | UKR  | 64,51 CR    |
| 2     | Yannick Rolvink   | NLD  | 63,06 NU18B |
| 3     | Mihai Motorca     | ROU  | 58,18       |
| 4     | Ides Verhulst     | BEL  | 57,95 PB    |
| 5     | Zsombor Dobó      | HUN  | 57,05       |
| 6     | Kyriakos Genethli | CYP  | 55,83 PB    |
| 7     | Manfred Männamaa  | EST  | 55,72 PB    |
| 8     | Zsombor Tákacs    | HUN  | 54,79       |

### Hammerwurf
| Platz | Athlet                 | Land | Weite (m) |
| ----- | ---------------------- | ---- | --------- |
| 1     | Iosif Kesidis          | CYP  | 78,92     |
| 2     | Aatu Kangasniemi       | FIN  | 77,74 PB  |
| 3     | Georgios Papanastasiou | GRC  | 77,37     |
| 4     | Reko Tuominen          | FIN  | 70,12     |
| 5     | Ilia Ciui              | MDA  | 69,31     |
| 6     | Ármin Szabados         | HUN  | 69,10     |
| 7     | Timo Port              | GER  | 68,71     |
| 8     | Yusuf Bozkaş           | TUR  | 64,27     |

### Speerwurf
| Platz | Athlet          | Land | Weite (m)   |
| ----- | --------------- | ---- | ----------- |
| 1     | Topi Parviainen | FIN  | 84,52 EU18B |
| 2     | Máté Horváth    | HUN  | 73,72       |
| 3     | Ryan Jansen     | NLD  | 72,08       |
| 4     | Oisín Joyce     | IRL  | 69,66 NU18B |
| 5     | Viktor Lögdahl  | SWE  | 67,63       |
| 6     | Jan Spieker     | GER  | 66,30       |
| 7     | Tevž Podlipnik  | SLO  | 65,42 PB    |
| 8     | Tristan Sild    | EST  | 64,12       |

### Zehnkampf
| Platz | Athlet               | Land | Punkte |
| ----- | -------------------- | ---- | ------ |
| 1     | Amadeus Gräber       | GER  | 7626   |
| 2     | Leo Göransson        | SWE  | 7609   |
| 3     | Alexandre Montagne   | FRA  | 7591   |
| 4     | Victor Törnström     | SWE  | 7460   |
| 5     | Friedrich Schulze    | GER  | 7429   |
| 6     | Harry Richard Jääger | EST  | 7344   |
| 7     | Imanol Egidazu       | ESP  | 7304   |
| 8     | Titouan Dobo Bi      | FRA  | 7274   |

## Mädchen

### 100 m
| Platz | Athletin                | Land | Zeit (s)    |
| ----- | ----------------------- | ---- | ----------- |
| 1     | Nia Wedderburn-Goodison | GBR  | 11,39 CR    |
| 2     | Chelsea Kadiri          | GER  | 11,50 PB    |
| 3     | Renee Regis             | GBR  | 11,58 PB    |
| 4     | Ainhoa Repáraz          | ESP  | 11,61       |
| 5     | Alice Pagliarini        | ITA  | 11,64 NU18R |
| 6     | Ludovica Galuppi        | ITA  | 11,69       |
| 7     | Annika Just             | GER  | 11,72       |
| 8     | Vanessa Lokuli          | FRA  | 11,81       |

### 200 m
| Platz | Athlet           | Land | Zeit (s) |
| ----- | ---------------- | ---- | -------- |
| 1     | Faith Akinbileje | GBR  | 23,36    |
| 2     | Holly Okuku      | GER  | 24,03    |
| 3     | Lara Jurčić      | CRO  | 24,22    |
| 4     | Maria Jarosinska | POL  | 24,22    |
| 5     | Adriana López    | ESP  | 24,29    |
| 6     | Terezie Táborska | CZE  | 24,40    |
| 7     | Agnese Musica    | ITA  | 24,65    |
| 8     | Lina Hribar      | SLO  | 24,67    |

### 400 m
| Platz | Athlet               | Land | Zeit (s)                                                       |
| ----- | -------------------- | ---- | -------------------------------------------------------------- |
| 1     | Charlotte Henrich    | GBR  | 53,54 PB                                                       |
| 2     | Lurdes Gloria Manuel | CZE  | 53,61                                                          |
| 3     | Eda Nur Tulum        | TUR  | 53,96 ???unbekannte Abkürzung, siehe Vorlage:AthAbbr/DokuNU18B |
| 4     | Etty Sisson          | GBR  | 54,06 PB                                                       |
| 5     | Line Safaa Al-Saiddi | NOR  | 54,53                                                          |
| 6     | Michelle Liem        | SUI  | 54,84                                                          |
| 7     | Johanna Martin       | GER  | 54,90                                                          |
| 8     | Niamh Murray         | IRL  | 55,06                                                          |

### 800 m
| Platz | Athlet          | Land | Zeit (min) |
| ----- | --------------- | ---- | ---------- |
| 1     | Malin Hoelsveen | NOR  | 2:09,29    |
| 2     | Jana Becker     | GER  | 2:09,52    |
| 3     | Iris Downes     | GBR  | 2:09,56    |
| 4     | Ella Greenway   | GBR  | 2:10,30    |
| 5     | Dilek Koçak     | TUR  | 2:10,37    |
| 6     | Nina Van Pelt   | BEL  | 2:10,48    |
| 7     | Marta Mitjans   | ESP  | 2:12,06    |
| 8     | Oliwia Bełczew  | POL  | 2:12,13    |

### 1500 m
| Platz | Athlet            | Land | Zeit (min) |
| ----- | ----------------- | ---- | ---------- |
| 1     | Annie Mann        | GBR  | 4:23,41 PB |
| 2     | Ayça Fidanoğlu    | TUR  | 4:23,98    |
| 3     | Shirin Kerber     | SUI  | 4:24,46    |
| 4     | Zuzanna Wiernicka | POL  | 4:27,10    |
| 5     | Emie Lotta Berger | GER  | 4:28,06    |
| 6     | Tia Tanja Živko   | SLO  | 4:28,08 PB |
| 7     | Jade le Corre     | FRA  | 4:29,07    |
| 8     | Austra Ošina      | LAZ  | 4:29,83    |

### 3000 m
| Platz | Athlet                | Land | Zeit (min) |
| ----- | --------------------- | ---- | ---------- |
| 1     | Sofia Thøgersen       | DEN  | 9:20,56    |
| 2     | Jessica Bailey        | GBR  | 9:32,74    |
| 3     | Edibe Yagiz           | TUR  | 9:34,53 PB |
| 4     | Franziska Drexler     | GER  | 9:39,99    |
| 5     | Alexandra Maria Hudea | ROU  | 9:41,71 PB |
| 6     | Fleur Templier        | FRA  | 9:45,14    |
| 7     | Sofia Wallén          | SWE  | 9:56,01    |
| 8     | Charlotte Penneman    | BEL  | 9:59,65    |

### 100 m Hürden
| Platz | Athletin           | Land | Zeit (s)                                                       |
| ----- | ------------------ | ---- | -------------------------------------------------------------- |
| 1     | Mia McIntosh       | GBR  | 13,05 CR                                                       |
| 2     | Essi Niskala       | FIN  | 13,29                                                          |
| 3     | Sofia Pizzato      | ITA  | 13,33 ???unbekannte Abkürzung, siehe Vorlage:AthAbbr/DokuNU18B |
| 4     | Celeste Polzonetti | ITA  | 13,37 PB                                                       |
| 5     | Nahia Miqueleiz    | ESP  | 13,44                                                          |
| 6     | Rebecca Slezáková  | SVK  | 13,44 ???unbekannte Abkürzung, siehe Vorlage:AthAbbr/DokuNU18B |
| 7     | Iman Roka          | AUT  | 13,50                                                          |
| 8     | Ebba Eklund        | SWE  | 13,55 PB                                                       |

### 400 m Hürden
| Platz | Athlet            | Land | Zeit (s) |
| ----- | ----------------- | ---- | -------- |
| 1     | Ophelia Pye       | GBR  | 58,09 CR |
| 2     | Zoë Laureys       | BEL  | 58,22    |
| 3     | Stephanie Okoro   | GBR  | 58,44 PB |
| 4     | Mila Heikkonen    | FIN  | 58,65 PB |
| 5     | Rebecca Slezáková | SVK  | 59,81    |
| 6     | Ashley Boldewijn  | NLD  | 1:00,10  |
| 7     | Méta Tumba        | FRA  | 1:00,87  |
| 8     | Shantell Kwofie   | NLD  | DNF      |

### 2000 m Hindernis
| Platz | Athlet            | Land | Zeit (min) |
| ----- | ----------------- | ---- | ---------- |
| 1     | Jolanda Kallabis  | GER  | 6:20,22 CR |
| 2     | Adia Budde        | GER  | 6:28,09 PB |
| 3     | Sofia Thøgersen   | DEN  | 6:29,68 SB |
| 4     | María Viciosa     | ESP  | 6:40,97 PB |
| 5     | Andrea Nygård Vie | NOR  | 6:47,23    |
| 6     | Ebba Cronholm     | SWE  | 6:47,97    |
| 7     | Agnes Thundal     | SWE  | 6:49,45 PB |
| 8     | Karolína Jarošová | CZE  | 6:53,83    |

### Sprint-Staffel (100 m – 200 m – 300 m – 400 m)
| Platz | Land                   | Athletinnen                                                             | Zeit (min) |
| ----- | ---------------------- | ----------------------------------------------------------------------- | ---------- |
| 1     | Vereinigtes Königreich | Renee Regis Faith Akinbileje Rebecca Grieve Etty Sisson                 | 2:07,18    |
| 2     | Italien                | Alice Pagliarini Ludovica Galuppi Elisa Marcello Ngalula Gloria Kabangu | 2:07,35    |
| 3     | Spanien                | Ainhoa Repáraz Laura Martínez Adriana López Ana Prieto                  | 2:08,80    |
| 4     | Polen                  | Zuzanna Zając Inga Kanicka Maria Jarosińska Julia Przewieźlik           | 2:10,72    |
| 5     | Slowenien              | Nika Šinkec Lana Andolšek Lina Hribar Karolina Zbičajnik                | 2:10,97    |
| 6     | Finnland               | Essi Niskala Vivian Tran Mila Heikkonen Teresa Perttilä                 | 2:11,43    |
| 7     | Rumänien               | Stefánia Bálint Ioana Vrînceanu Maria Capota Ștefania Zediu             | 2:12,87    |
|       | Tschechien             | Ester Parohová Terezie Táborská Adéla Tkáčová Lurdes Gloria Manuel      | DSQ        |

### 5000 m Bahngehen
| Platz | Athlet            | Land | Zeit (min)     |
| ----- | ----------------- | ---- | -------------- |
| 1     | Sofia Santacreu   | ESP  | 22:46,32 NU18B |
| 2     | Martin Sciannamea | ITA  | 23:15,40       |
| 3     | Léna Auvray       | FRA  | 23:26,07       |
| 4     | Alexandra Kocács  | HUN  | 23:34,50 PB    |
| 5     | Terézia Kurucová  | SVK  | 23:43,38 NU18B |
| 6     | Julía Suárez Piza | ESP  | 23:55,04       |
| 7     | Mina Stankovic    | SRB  | 24:18,20 NU18B |
| 8     | Giulia Gabriele   | ITA  | 24:19,92       |

### Hochsprung
| Platz | Athlet           | Land | Höhe (m) |
| ----- | ---------------- | ---- | -------- |
| 1     | Angelina Topić   | SRB  | 1,92     |
| 2     | Johanna Göring   | GER  | 1,88     |
| 3     | Merel Maes       | BEL  | 1,86 SB  |
| 4     | Ava Rochford     | IRL  | 1,79     |
| 5     | Aurora Vicini    | ITA  | 1,75     |
| 6     | Camilla de Paoli | ITA  | 1,75     |
| 7     | Karmen Bruus     | EST  | 1,75     |
| 7     | Joana Herrmann   | GER  | 1,75     |

### Stabhochsprung
| Platz | Athlet               | Land | Höhe (m) |
| ----- | -------------------- | ---- | -------- |
| 1     | Iliana Triantafyllou | GRC  | 4,05     |
| 2     | Viktorie Ondrová     | CZE  | 3,95 SB  |
| 3     | Ella Uddenås         | SWE  | 3,85 SB  |
| 4     | Lilly Nichols        | POL  | 3,85     |
| 5     | Lola Lepère          | BEL  | 3,75     |
| 5     | Valentina Necoară    | ROU  | 3,75     |
| 5     | Lilly Samanski       | GER  | 3,75     |
| 8     | Miia Tillmann        | EST  | 3,75     |

### Weitsprung
| Platz | Athlet                | Land | Weite (m) |
| ----- | --------------------- | ---- | --------- |
| 1     | Ayla Hallberg Hossain | SWE  | 6,39 CR   |
| 2     | Brina Likar           | SLO  | 6,30      |
| 3     | Plamena Tschakarowa   | BUL  | 6,24 PB   |
| 3     | Laura Martínez        | ESP  | 6,24      |
| 5     | Teodora Boberić       | SRB  | 6,19      |
| 6     | Julia Adamczyk        | POL  | 6,18 SB   |
| 7     | Elizabeth Ndudi       | IRL  | 6,10      |
| 8     | Jovana Mićić          | SRB  | 6,08 PB   |

### Dreisprung
| Platz | Athletin            | Land | Weitsprung (m) |
| ----- | ------------------- | ---- | -------------- |
| 1     | Clémence Rougier    | FRA  | 13,72 EU20L    |
| 2     | Teodora Boberić     | SRB  | 13,36 NU18R    |
| 3     | Natalija Dragojević | SRB  | 13,04 PB       |
| 4     | Aljona Tschass      | UKR  | 12,98          |
| 5     | Olga Szlachta       | POL  | 12,76          |
| 6     | Jeanna Le Goff      | FRA  | 12,68          |
| 7     | Aureja Beniušyte    | LTU  | 12,67 PB       |
| 8     | Erika Saraceni      | ITA  | 12,67          |

### Kugelstoßen
| Platz | Athlet           | Land | Weite (m)   |
| ----- | ---------------- | ---- | ----------- |
| 1     | Chloe Agyepong   | GBR  | 17,39 EU18L |
| 2     | Chantal Rimke    | GER  | 16,86 NU18B |
| 3     | Paige Stevens    | GBR  | 16,69 PB    |
| 4     | Martina Mazurová | CZE  | 16,57       |
| 5     | Jolina Lange     | GER  | 16,35       |
| 6     | Ella Mäntylä     | FIN  | 15,48       |
| 7     | Vesna Kljajević  | MNE  | 15,48       |
| 8     | Milica Stojkov   | SRB  | 15,31       |

### Diskuswurf
| Platz | Athlet            | Land | Weite (m) |
| ----- | ----------------- | ---- | --------- |
| 1     | Curly Brown       | GER  | 50,64 PB  |
| 2     | Princesse Hyman   | FRA  | 50,27 PB  |
| 3     | Anna Kicinska     | POL  | 46,60 PB  |
| 4     | Edvina Norberg    | SWE  | 46,06     |
| 5     | Iiris Veijola     | FIN  | 44,47     |
| 6     | Daniela Fernández | ESP  | 43,80     |
| 7     | Giada Borin       | SUI  | 41,35     |
| 8     | Laura Vinkeševic  | CRO  | 41,32     |

### Hammerwurf
| Platz | Athlet              | Land | Weite (m) |
| ----- | ------------------- | ---- | --------- |
| 1     | Valentina Savva     | CYP  | 70,28     |
| 2     | Villo Viszkeleti    | HUN  | 69,11     |
| 3     | Emilia Kolokotroni  | CYP  | 65,35     |
| 4     | Ilona Verho         | FIN  | 64,89     |
| 5     | Marlin Garbell      | SWE  | 64,48     |
| 6     | Afroditi Tzatzimaki | GRC  | 63,34     |
| 7     | Elisabet Kujanpää   | FIN  | 62,64     |
| 8     | Johanna Marrwitz    | GER  | 59,79     |

### Speerwurf
| Platz | Athlet                   | Land | Weite (m) |
| ----- | ------------------------ | ---- | --------- |
| 1     | Veera Sauna-aho          | FIN  | 52,22     |
| 2     | Suze Zeevat              | NLD  | 50,68     |
| 3     | Orinta Navikaite         | LTU  | 50,64 PB  |
| 4     | Malin Karell             | FIN  | 50,41     |
| 5     | Vanessa Valentina Oriaku | ROU  | 50,09 SB  |
| 6     | Mirja Lukas              | GER  | 49,59     |
| 7     | Małgorzata Miedziewska   | POL  | 48,50     |
| 8     | Ellevine Skare           | NOR  | 46,29     |

### Siebenkampf
| Platz | Athlet          | Land | Punkte                                                        |
| ----- | --------------- | ---- | ------------------------------------------------------------- |
| 1     | Jana Koščak     | CRO  | 6106 WU18L                                                    |
| 2     | Sarolta Kriszt  | HUN  | 5794 ???unbekannte Abkürzung, siehe Vorlage:AthAbbr/DokuNU18B |
| 3     | Pia Meßing      | GER  | 5690 PB                                                       |
| 4     | Adéla Tkáčová   | CZE  | 5643 PB                                                       |
| 5     | Anna Hinkelmann | GER  | 5501 PB                                                       |
| 6     | Viola Hambidge  | EST  | 5472 PB                                                       |
| 7     | Seren Rodgers   | GBR  | 5324 PB                                                       |
| 8     | Alva Back       | SWE  | 5289 PB                                                       |

## Abkürzungen
- WR = Weltrekord
- WU20R = U20-Weltrekord
- OR = olympischer Rekord
- YOR = olympischer Jugendrekord
- AR = Kontinentalrekord
- AU20R = U20-Kontinentalrekord
- NR = nationaler Rekord
- NU20R = nationaler U20-Rekord
- CR = Meisterschaftsrekord
- MR = Veranstaltungsrekord
- WB = Weltbestleistung
- WU20B = U20-Weltbestleistung
- WU18B = U18-Weltbestleistung
- AB = Kontinentalbestleistung
- AU20B = U20-Kontinentalbestleistung
- AU18B = U18-Kontinentalbestleistung
- NB = nationale Bestleistung
- NU20B = nationale U20-Bestleistung
- NU18B = nationale U18-Bestleistung
- PB = persönliche Bestleistung
- SB = persönliche Saisonbestleistung
- QB = Qualifikationsbestleistung
- WL = Weltjahresbestleistung
- WU20L = U20-Weltjahresbestleistung
- WU18L = U18-Weltjahresbestleistung
- DSQ = disqualifiziert (engl. Disqualified)
- DNS = Wettkampf nicht angetreten (engl. Did Not Start)
- DNF = Wettkampf nicht beendet (engl. Did Not Finish)